# Partito Repubblicano Italiano
Partito Repubblicano Italiano (PRI), "Italienska republikanska partiet" är ett liberalt politiskt parti i Italien, grundat den 12 april 1895. Partiet tillhörde ursprungligen den vänsterpolitiska delen av Italiens politiska partier, men rörde sig under 1900-talet längre högerut. Partiet var medlem i Europeiska liberala, demokratiska och reformistiska partiet (ELDR) fram till 2010. Partiet saknar representation i Europaparlamentet.